# Jaulín
Jaulín (aragónul Exaulín vagy Xaulín) település Spanyolországban,  Zaragoza tartományban. Jaulín María de Huerva, Valmadrid, Fuendetodos, Villanueva de Huerva, Mezalocha, Muel és Botorrita községekkel határos. Lakosainak száma 292 fő (2024).

## Népesség
A település népessége az utóbbi években az alábbiak szerint változott:
| Lakosok száma | 292  | 307  | 326  | 305  | 279  | 268  | 250  | 235  | 278  | 292  |
|               | 2001 | 2004 | 2007 | 2009 | 2012 | 2014 | 2017 | 2019 | 2022 | 2024 |